# Salle Gaveau
La Salle Gaveau, que porta el nom del fabricant de piano francès Gaveau, és una sala de concerts de música clàssica de París, situada al 45-47 rue La Boétie, al 8è districte de París. Està especialment pensat per a la música de cambra.

## Construcció
Els plànols de la sala van ser elaborats per Jacques Hermant l'any 1905, any en què es va adquirir el terreny. La construcció de l'edifici Gaveau va tenir lloc entre 1906 i 1907. La vocació d'aquesta sala va ser la música de cambra des del principi, i la seva capacitat de mil seients, igual que ho és avui. La sala va ser la seu d'un gran orgue construït l'any 1900 per la firma Mutin-Cavaillé-Coll. Aquest instrument de 39 parades (8 al positiu, 12 al recitatiu, 12 al gran orgue i 7 al pedal) es va instal·lar posteriorment l'any 1957 a la comuna de Saint-Saëns a Normandia. La sala és una sala de concerts reconeguda per la seva acústica excepcional.

## Els inicis
La sala va obrir les portes el 3 d'octubre de 1907 per al concert del Lehrergesangverein (Cor de professors de la ciutat de Bremen amb cent quaranta intèrprets). De seguida es va convertir en una sala de prestigi. Camille Saint-Saëns hi va fer un concert; després altres músics famosos hi van fer concerts des dels primers mesos després de l'obertura. Els concerts Lamoureux, dirigits per Camille Chevillard, Vincent d'Indy i André Messager, es van traslladar a Gaveau. Els dies 5, 8 i 12 de novembre de 1907, Alfred Cortot, Jacques Thibaud i Pablo Casals van interpretar els trios complets de Beethoven. En els anys següents, la Salle Gaveau va acollir Eugène Ysaÿe (21 de gener de 1908), Lazare-Lévy (27 de gener de 1909), Marguerite Long (11 de desembre de 1911), George Enescu (8 de febrer de 1912), Fritz Kreisler (21 i 28 d'abril de 1912), Wilhelm Backhaus (15 de maig de 1912), Claude Debussy (5 de maig de 1917).

## Guerres mundials
Durant la Primera Guerra Mundial, la Salle Gaveau es va utilitzar per fer espectacles a soldats i víctimes, però també va continuar la seva activitat original. Durant el període d'entreguerres, la sala va acollir Charles Münch (28 d'octubre de 1933), Wanda Landowska (7 de novembre de 1933), Rudolf Serkin (2 de desembre de 1933) i Yves Nat el 1934. S'hi van continuar celebrant els concerts de Lamoureux.
El mateix escenari es va produir durant la Segona Guerra Mundial, quan Gaveau es va tornar a utilitzar com a sala de gala, mentre acollia músics famosos com Jacques Février, Pierre Fournier, Samson François, Paul Tortelier i Raymond Trouard. La temporada de concerts va continuar després de la guerra. El 1955, per exemple, la sala va acollir Reine Flachot, Pierre Bernac, Francis Poulenc i Alexandre Lagoya.

## Compra de la parella Fournier
El 1963, Gaveau va fer fallida. Això va comportar la venda de l'edifici a una companyia d'assegurances, que tenia previst la seva destrucció per a la construcció d'un aparcament. Chantal i Jean-Marie Fournier, una parella de músics apassionats, van comprar la sala l'any 1976.

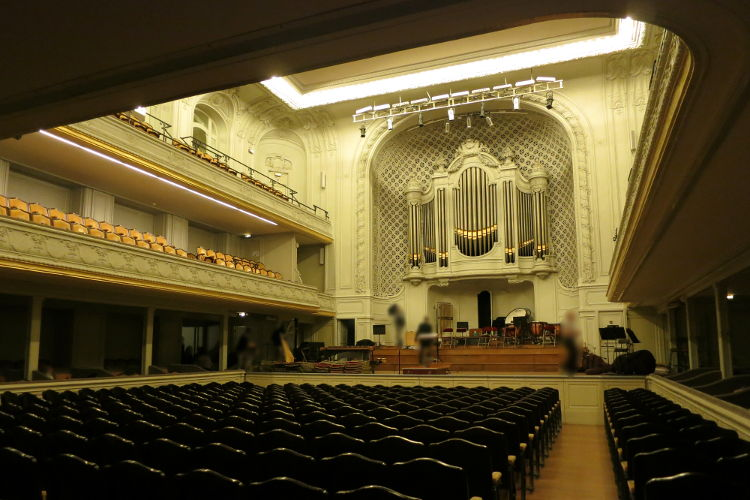
Vista de l'interior de la Salle Gaveau l'any 2013

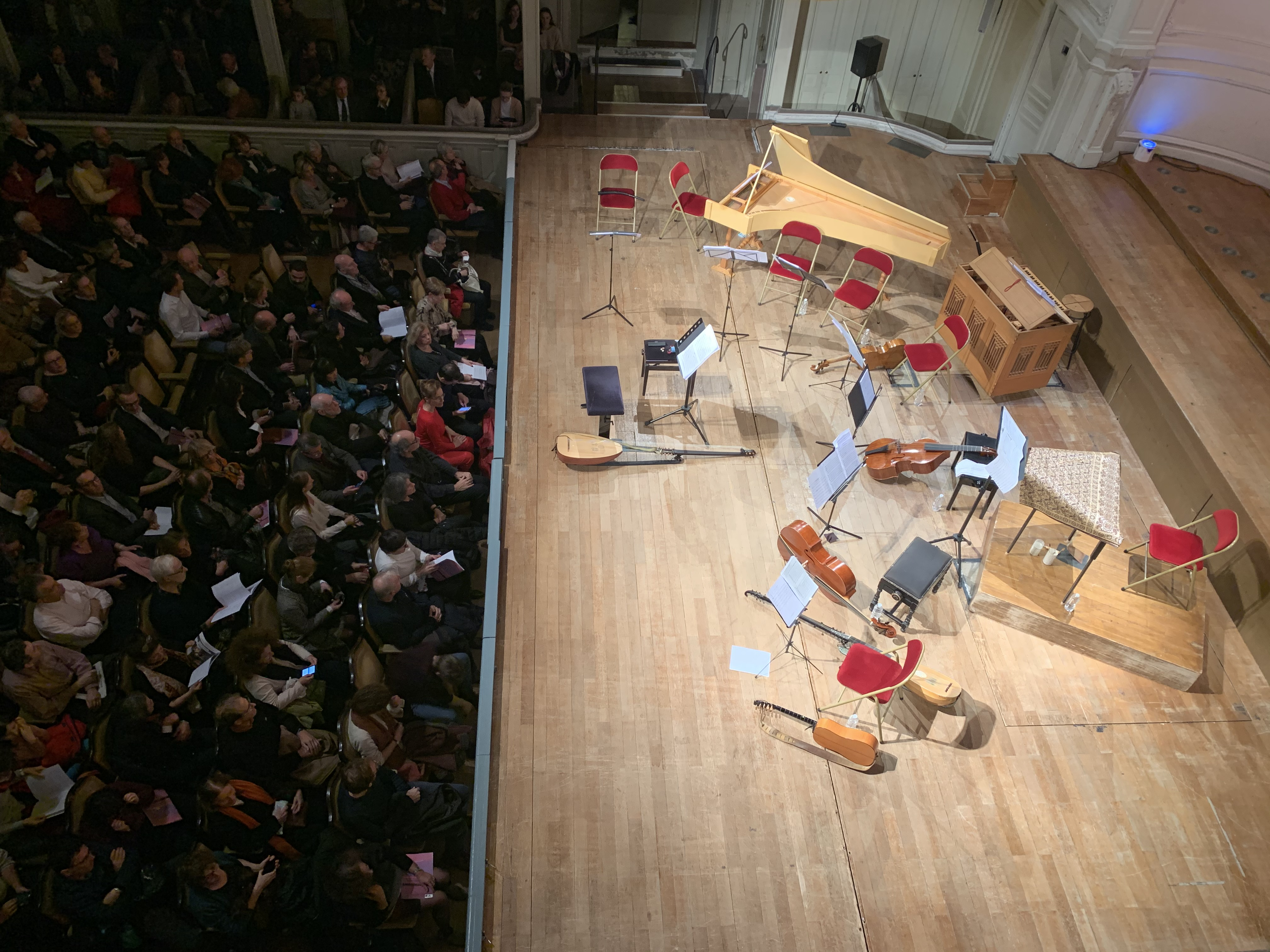
Escenari de la Salle Gaveau vist des de dalt durant un concert el 2019

L'any 1982, la casa va ser inscrita a l'inventari i el 1992 va ser classificada com a Monument Històric. Chantal i Jean-Marie Fournier van buscar restaurar-lo, ja que l'estat del local va anar deteriorant-se gradualment. Es van obtenir subvencions i l'obra va ser realitzada per Alain-Charles Perrot, arquitecte en cap dels Monuments Historiques. La sala es va reobrir el 8 de gener de 2001. Es va restaurar d'una manera més sòbria que abans, és a dir, buscant recuperar els colors i els ornaments de l'any 1907.

## Obres estrenades a la Salle Gaveau

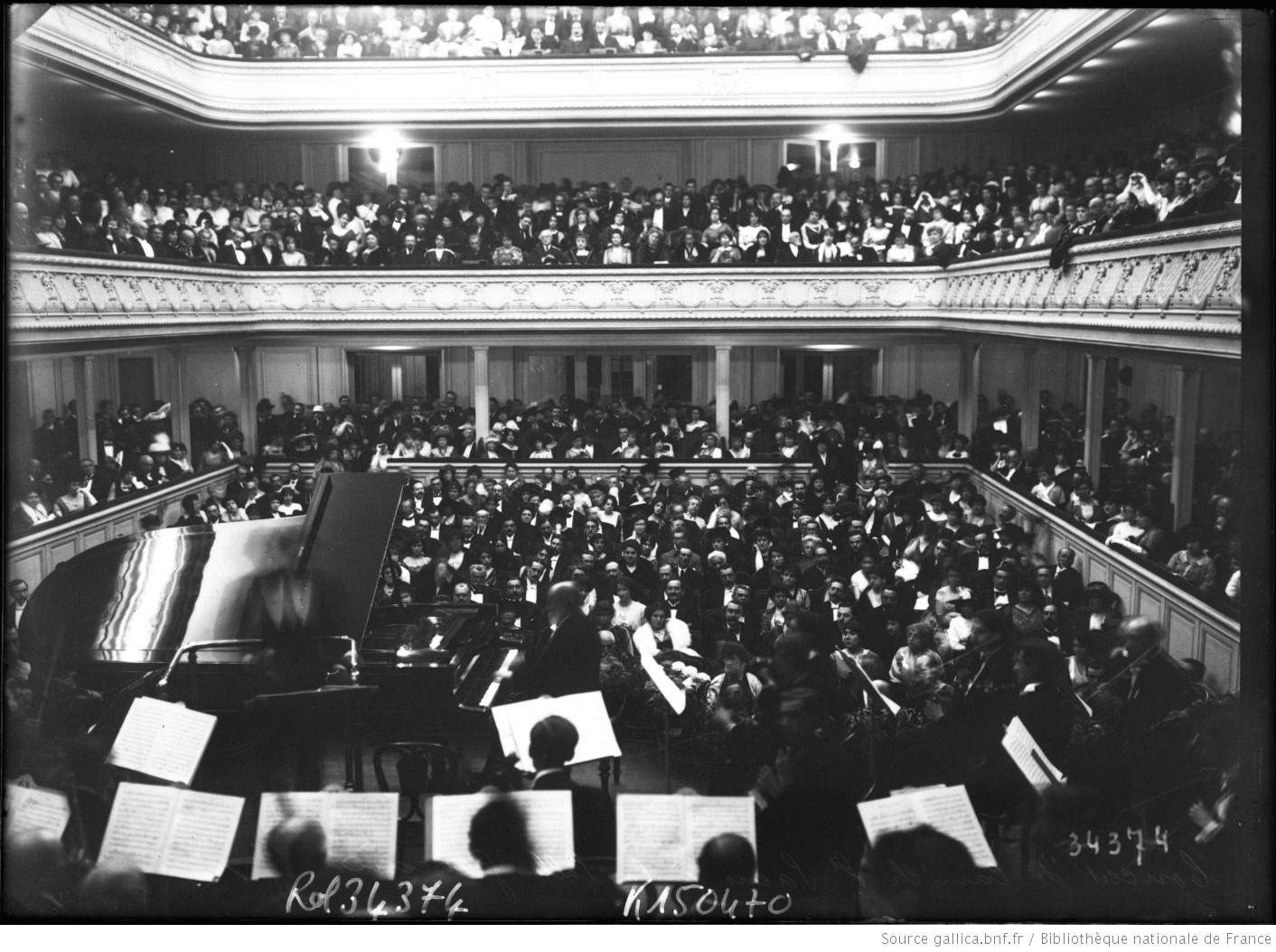
Camille Saint-Saëns a la Salle Gaveau el 1913 amb Pierre Monteux

- Ravel: Valses Nobles et Sentimentales per a piano, el 1911[8]
- Vierne: Troisième Symphonie (amb Marcel Dupré a l'orgue), el 1912
- Ravel: Trio per piano, el 1915
- Debussy: Sonata per a violí i piano, amb Gaston Poulet, el 1917[6]
- Ravel: Le Tombeau de Couperin, per Marguerite Long, l'11 d'abril de 1919
- Albert Roussel: Le Marchand de Sable qui passe, música escènica, el 1919
- Augustin Barié: Symphonie pour orgue, per André Marchal, el 1922
- Georges Enescu: Quartet de corda núm. 1, estrena francesa el 18 d'octubre de 1921[9]
- Schönberg: Pierrot lunaire, estrena francesa per Darius Milhaud amb Marya Freund (en text traduït per Jacques Benoist-Méchin), el 12 de gener de 1922
- Arthur Honegger: Roi David, estrena francesa el 15 de març de 1924
- Jules Vierne: Pièces de Fantaisie per Marcel Dupré el 1926
- Guy Ropartz: Tercera Sonata per a violí i piano, estrena francesa per Georges Enescu al violí i Marcel Ciampi al piano, el 21 d'abril de 1928
- Enescu: Tercera Sonata per a violí i piano, estrena francesa amb Nicolae Caravia[10] al piano, el 28 de març de 1927
- Stravinski: Concert per a dos pianos, amb el compositor i el seu fill Sviatoslav Soulima, 1935
- Francis Poulenc: Telle Jour, telle Nuit cicle de cançons basat en poemes de Paul Éluard, per Pierre Bernac, 3 de febrer de 1937
- Enescu: Tercera Sonata per a piano, per Marcel Ciampi, 6 de desembre de 1938
- Messiaen: Vingt Regards sur l'enfant-Jésus, per Yvonne Loriod al piano, 26 de març de 1944
- Duruflé: Requiem, per l'Orchestre National de France dirigida per Roger Désormière amb Camille Maurane i Hélène Bouvier, el 1947
- Poulenc: Sonata per a violoncel i piano, el 1949
- Pierre Schaeffer: Étude aux Objets, 30 de juny de 1959
- Jacques Castérède: Sonata per a piano, per Françoise Thinat, el 1967
- Laurent Petitgirard: Quintet amb piano, el 1977
- Rodion Shchedrin: Bribes Russes per a violoncel (encarregat pel concurs internacional Mstislav Rostropovitch), el 1990
- Bruno Mantovani: Appel d'Air per a flauta i piano (encarregat pel concurs internacional Jean-Pierre Rampal), el 2001
- Philippe Hersant: Concert per a arpa i orquestra (Le Tombeau de Virgile) per Isabelle Moretti, el 2006
- Thierry Pécou: Concert per a piano i orquestra (L'Oiseau Innumérable), per Alexandre Tharaud, el 2006
- Oliver Twist, le musical basat en la novel·la de Charles Dickens, el 2016